# Charlie Tully
Charles Patrick Tully, detto Charlie (Belfast, 11 luglio 1924 – Belfast, 27 luglio 1971), è stato un calciatore e allenatore di calcio nordirlandese.

## Biografia
Nacque a Belfast nel luglio del 1924 in una casa situata al numero 74 di McDonnell Street da una famiglia molto numerosa. Si sposò in giovane età, dalla moglie Carrie ebbe tre figli: Charles Junior, Patricia e Brian. Morì nella sua città natale il 27 luglio 1971 all'età di 47 anni mentre era ancora in carica come allenatore del Bangor, fu sepolto nel cimitero cittadino di Milltown.

## Carriera sportiva

### Giocatore

#### Club
Iniziò a giocare nella sua città natale, dopo un periodo con la squadra locale dei Whiterock Jrs passò al più blasonato Belfast Celtic, prima giocando nelle giovanili e poi debuttando in prima squadra nel 1942. Vestì la maglia dei biancoverdi dell'Ulster sino al 1948 con due brevi parentesi al Ballyclare Comrades e al Cliftonville. Il 26 aprile 1947 un suo gol decise la finale di Irish Cup disputata a Windsor Park tra il Belfast Celtic e il Glentoran.
Nel 1948 si trasferì in Scozia per giocare con i Celtic di Glasgow. Tully restò nel club scozzese per un decennio contribuendo alla conquista di un campionato, due coppe nazionali e due coppe di lega.
La fase finale della carriera lo vide vestire le maglie di altri due club scozzesi, lo Stirling Albion e i Rangers, e del club irlandese dei Cork Hibernians.

#### Nazionale
Tully ha collezionato 10 presenze nella nazionale irlandese dell'IFA mettendo a segno un totale di 3 reti. Degna di nota la doppietta realizzata il 4 ottobre 1952 nel match disputato a Belfast contro l'Inghilterra valevole per il Torneo Interbritannico 1953, in particolare una delle due marcature fu realizzata dal giocatore direttamente da calcio d'angolo.

### Allenatore
La carriera di allenatore fu il naturale prolungamento di quella da calciatore, iniziò nel 1959 ricoprendo il doppio ruolo di giocatore e allenatore per il Cork Hibernians, nelle successive stagioni abbandonò l'attività agonistica e si concentrò su quella di manager e portò la squadra a disputare due finali della FAI Cup, entrambe perse contro lo Shelbourne (1960 e 1963). Successivamente si sedette sulle panchine del Bangor (due volte) e del Portadown.

## Palmarès

### Competizioni nazionali
- Irish Cup: 1

Belfast Celtic: 1946/47
- Irish League: 1

Belfast Celtic: 1947/48
- Scottish Football League: 1

Celtic: 1953/54
- Scottish Cup: 2

Celtic: 1950/51, 1953/54
- Scottish League Cup: 2

Celtic: 1956/57, 1957/58

### Competizioni internazionali
- Coronation Cup

Celtic: 1953

## Statistiche

### Cronologia presenze e reti in nazionale
| Cronologia completa delle presenze e delle reti in nazionale ― Irlanda del Nord | Cronologia completa delle presenze e delle reti in nazionale ― Irlanda del Nord | Cronologia completa delle presenze e delle reti in nazionale ― Irlanda del Nord | Cronologia completa delle presenze e delle reti in nazionale ― Irlanda del Nord | Cronologia completa delle presenze e delle reti in nazionale ― Irlanda del Nord | Cronologia completa delle presenze e delle reti in nazionale ― Irlanda del Nord | Cronologia completa delle presenze e delle reti in nazionale ― Irlanda del Nord | Cronologia completa delle presenze e delle reti in nazionale ― Irlanda del Nord |
| Data                                                                            | Città                                                                           | In casa                                                                         | Risultato                                                                       | Ospiti                                                                          | Competizione                                                                    | Reti                                                                            | Note                                                                            |
| ------------------------------------------------------------------------------- | ------------------------------------------------------------------------------- | ------------------------------------------------------------------------------- | ------------------------------------------------------------------------------- | ------------------------------------------------------------------------------- | ------------------------------------------------------------------------------- | ------------------------------------------------------------------------------- | ------------------------------------------------------------------------------- |
| 09/10/1948                                                                      | Belfast                                                                         | Irlanda                                                                         | 2 – 6                                                                           | Inghilterra                                                                     | Torneo Interbritannico 1949                                                     | -                                                                               |                                                                                 |
| 06/11/1949                                                                      | Manchester                                                                      | Inghilterra                                                                     | 9 – 2                                                                           | Irlanda                                                                         | Torneo Interbritannico 1950                                                     | -                                                                               | [ 4 ]                                                                           |
| 06/10/1951                                                                      | Belfast                                                                         | Irlanda del Nord                                                                | 0 – 3                                                                           | Scozia                                                                          | Torneo Interbritannico 1952                                                     | -                                                                               |                                                                                 |
| 04/10/1952                                                                      | Belfast                                                                         | Irlanda del Nord                                                                | 2 – 2                                                                           | Inghilterra                                                                     | Torneo Interbritannico 1953                                                     | 2                                                                               |                                                                                 |
| 05/11/1952                                                                      | Glasgow                                                                         | Scozia                                                                          | 1 – 1                                                                           | Irlanda del Nord                                                                | Torneo Interbritannico 1953                                                     | -                                                                               |                                                                                 |
| 11/11/1952                                                                      | Colombes                                                                        | Francia                                                                         | 3 – 1                                                                           | Irlanda del Nord                                                                | Amichevole                                                                      | 1                                                                               | [ 5 ]                                                                           |
| 15/04/1953                                                                      | Belfast                                                                         | Irlanda del Nord                                                                | 2 – 3                                                                           | Galles                                                                          | Torneo Interbritannico 1953                                                     | -                                                                               |                                                                                 |
| 03/10/1953                                                                      | Belfast                                                                         | Irlanda del Nord                                                                | 1 – 3                                                                           | Scozia                                                                          | Torneo Interbritannico 1954                                                     | -                                                                               | [ 6 ]                                                                           |
| 02/11/1955                                                                      | Londra                                                                          | Inghilterra                                                                     | 3 – 0                                                                           | Irlanda del Nord                                                                | Torneo Interbritannico 1956                                                     | -                                                                               |                                                                                 |
| 15/10/1958                                                                      | Madrid                                                                          | Spagna                                                                          | 6 – 2                                                                           | Irlanda del Nord                                                                | Amichevole                                                                      | -                                                                               | [ 7 ]                                                                           |
| Totale                                                                          |                                                                                 | Presenze                                                                        | 10                                                                              |                                                                                 | Reti                                                                            | 3                                                                               |                                                                                 |